# Gesundheitlicher Orientierungswert
Der Gesundheitliche Orientierungswert (GOW) dient zur Bewertung bisher nicht oder nur teilbewerteter Stoffe im Trinkwasser.
Das Umweltbundesamt der Bundesrepublik Deutschland (UBA) hat das Konzept des Gesundheitlichen Orientierungswertes (GOW) entwickelt. Basis dieses Konzeptes ist der allgemeine Vorsorgewert von 0,1 µg/L. Wird dieser im Trinkwasser eines Wasserversorgungsunternehmens erreicht beziehungsweise überschritten, prüft das UBA zunächst, ob die vorliegenden toxikologischen Daten für die Ableitung eines Trinkwasserleitwerts ausreichen. Ist Letzteres nicht der Fall, wird ein GOW abgeleitet. Der GOW wird grundsätzlich so niedrig angesetzt, dass Gesundheitsschädigungen beim Menschen auch bei lebenslanger täglicher Aufnahme des Stoffes über das Trinkwasser trotz einer für eine abschließende Bewertung unvollständigen Datenlage ausreichend sicher auszuschließen sind. Je nach Datenlage wird der GOW auf maximal 3 µg/L festgelegt. Aufgrund des starken Vorsorgecharakters führt eine Überschreitung des jeweiligen GOW nicht unweigerlich zu einer gesundheitlichen Auswirkung oder Gefährdung.
Der vom UBA abgeleitete und veröffentlichte GOW hat Bestand bis zu einer Neubewertung der jeweiligen Substanz. Liegt eine umfassende toxikologische Bewertung eines Stoffes vor – beispielsweise in Form von ADI- oder TDI-Werten – kann daraus ein Trinkwasserleitwert abgeleitet werden. Aufgrund der im Vergleich zum GOW verbesserten toxikologischen Datenlage liegt der Trinkwasserleitwert in der Regel auf einem deutlich höheren Niveau als ein gegebenenfalls zuvor gültiger GOW (d. h. nicht selten > 10 µg/L) und ersetzt selbigen. Unter Beachtung von § 6(3) TrinkwV ist es allerdings aus trinkwasserhygienischen (Stoffsummen, Persistenz hydrophiler Stoffe im Trinkwasser, Reaktionsprodukte) und ästhetischen Überlegungen (Geschmack, Geruch, Reinheit) sinnvoll, die jeweiligen Richtwerte vorsorglich auf maximal 10 µg/L zu begrenzen.
Weitere Informationen zum GOW sowie eine aktuelle Liste der nach GOW bewerteten Stoffe sind auf den Internetseiten des UBA veröffentlicht.